# V-3 kanon

V-3 kanonen eller Vergeltungswaffe 3er et usædvanligt glatløbet multikammer våben udviklet af Eng. Cönders.
Hovedfabrikken i Mimoyeques i Frankrig blev ødelagt af et af De Allieredes luftangreb. Ved bombningen var man dog ikke klar over, hvad det var bygningen indeholdt.
To kortere udgaver blev kortvarig brugt i Ardenneroffensiven.

## Specifikationer
- Kaliber: 150 mm
- Længde: 130 m
- Hillersleben; 75.000 mm
- Mimoyeques; 150.000 mm
- Mundingshastighed (estimeret) 1.463 m/s
- Granat vægt: 83 kg.
- Radius: 88,5 km